# Aydın Karlıbel
Aydın Karlıbel (Istanboel, 1957) is een Turks pianist en componist.
Hij begon op vierjarige leeftijd met piano spelen en volgde privélessen bij Cemal Reşit Rey. Hij trad op als concertpianist bij het Symfonie- en Operaorkest van Istanboel. Als componist schreef hij voornamelijk liederen en werk voor klavier.

## Werk (selectie)
- The Ayubites (opera in twee akten)
- The Lady with the Lamp (opera)
- Suite for Smurfs (suite in vijf bewegingen)
- Büyükada-Fantasy
- Yahya Kemal (oratorium)
- Symfonie Nr. 1 "Mustafa Kemal Atatürk"

## Prijzen
- 2016 - Semiha Berksoy Opera Foundation Award
- 2017 - Donizetti Award (Adante Magazine)

- Gemeinsame Normdatei: 13485473X
- International Standard Name Identifier: 0000 0000 5873 119X
- Library of Congress Control Number: n95028166
- MusicBrainz: 307d15f4-32ee-4d16-b2ab-fcbd6adabd17
- Virtual International Authority File: 79150739
- WorldCat: E39PBJmdyBhpGWJwxmbxGFw6Kd